# Heijō Muteki Ryū
Heijo Muteki Ryu (Heijō Muteki Ryū) er en japansk kampsværdskole, stiftet af Yamanouchi Renshinsai. Umiddelbart efter 1673 beskrev Yamanouchi Renshinsai sin undervisning som Kendo i forbindelse med anvendelse af budo-systemet, Kobudo.